# Martinci

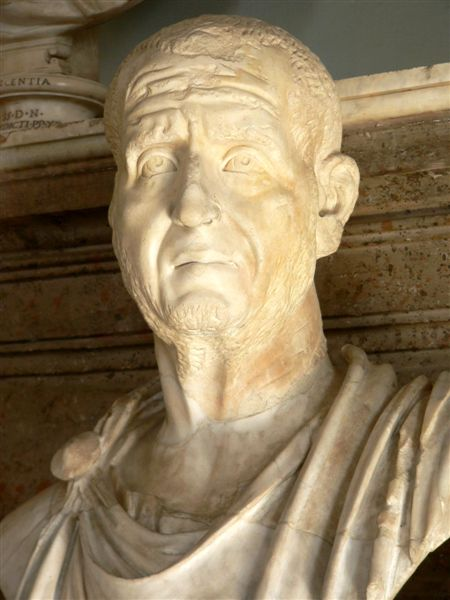
Decius (249-251) föddes i Budalia

Martinci (kyrilliska: Мартинци) är en by nära Sremska Mitrovica i Serbien. I Romerska riket hette byn Budalia och ingick i Pannonien. Byn är känd som födelseort för romerska kejsaren Decius (249-251).
År 2002 hade Martinci 3 639 invånare.